# Rorion Gracie
Rorion Gracie (Rio de Janeiro, 1952. január 10. –) amerikai-brazil koreográfus és brazil dzsúdzsucu-harcos. A Gracie család második generációjának tagja, Hélio Gracie legidősebb fia. Azon kevés ember egyike, akik rendelkeznek a kilencedrangú piros övvel a család hagyományos sportágában, barna öves cselgáncsozó is.